# رضح إطباقي
رضح إطباقي (بالإنجليزية: Occlusal trauma)‏، هو مصطلح في طب الأسنان يشير إلى الأضرار المترتبة عن بقاء الأسنان في إطباق رضحي بدون علاج ملائم. عندما تتقابل أقواس الفكين العلوي والسفلي، مثلما يحدث عند المضغ، أو في حالة الراحة، العلاقة ما بين الأسنان المتقابلة يشار إليها بالإطباق (occlusion). إذا كانت علاقة الإطباق هذه ليست متوازنة بصورة صحيحة قد ينتج عنها الألم، المضض وقد تصل إلى حركة الأسنان المتأثرة. عندما تتغير الدورة الطبيعية للرضح، المرض والعلاج السني في إطباق الفرد بإزالة أو تغيير سطح الإطباق (العض) لأي من الأسنان، أسنان هذا الفرد ستأتي معاً بشكل مختلف ويتغير إطباقها. عندما يكون هذا التغيير ضار للنمط الذي تطبق فيه الأسنان، يقال بأن المريض امتلك إطباق رضحي. الإطباق الرضحي قد يسبب تغليظ الحافة العنقية للعظم السنخي. وتوسع الرباط حول السني، رغم أن الأخير ليس صفة مميزة لهذه الحالة.

## الصفات الهيستولوجية المرتبطة بالرضح الإطباقي
مجهرياً، هناك العديد من الصفات المصاحبة للرضح الإطباقي:
- النزف (Hemorrhage)
- النخر (Necrosis)
- توسيع الرباط حول السني (أيضاً يظهر كصفة شائعة في الأشعة)
- ارتشاف العظم
- تقطع وفقدان ملاط الأسنان

إن توسع الرباط حول السني هو «تكيف وظيفي للتغيرات في المتطلبات الوظيفية».

## العلامات والأعراض الإكلينيكية المرتبطة بالرضح الإطباقي
إكلينيكياً هناك عدد من النتائج الفسيولوجية تعمل كدليل للرضح الإطباقي:
- حركة السن
- الحسيس (Fremitus)
- هجرة السن
- الألم
- الحساسية الحرارية
- الألم عند المضغ أو الطرق
- نقط الانسحال (Wear facets)

## الرضح الإطباقي الأولي والثانوي
هناك نوعين من الرضح الإطباقي أولي وثانوي

### الرضح الإطباقي الأولي (الرضح الأولي من الإطباق)
يحدث الرضح الإطباقي الأولي عندما تقع قوى أكبر من قوى الإطباق الطبيعية على الأسنان، كما في حالات عادات الوظائف الشاذة (parafunctional habits) مثل صرير الأسنان أو عادات مختلفة للمضغ أو العض متضمنة الأظافر والأقلام وغير مقتصرة عليها.
القوى المفرطة المصاحبة يمكن أن تنقسم إلى ثلاث خانات، مفرطة في:
- المدة
- التردد
- الحجم

الرضح السني الأولي سيحدث عندما يكون هناك رباط حول سني طبيعي ومن ثم فلا يوجد مرض في الرباط حول السني.

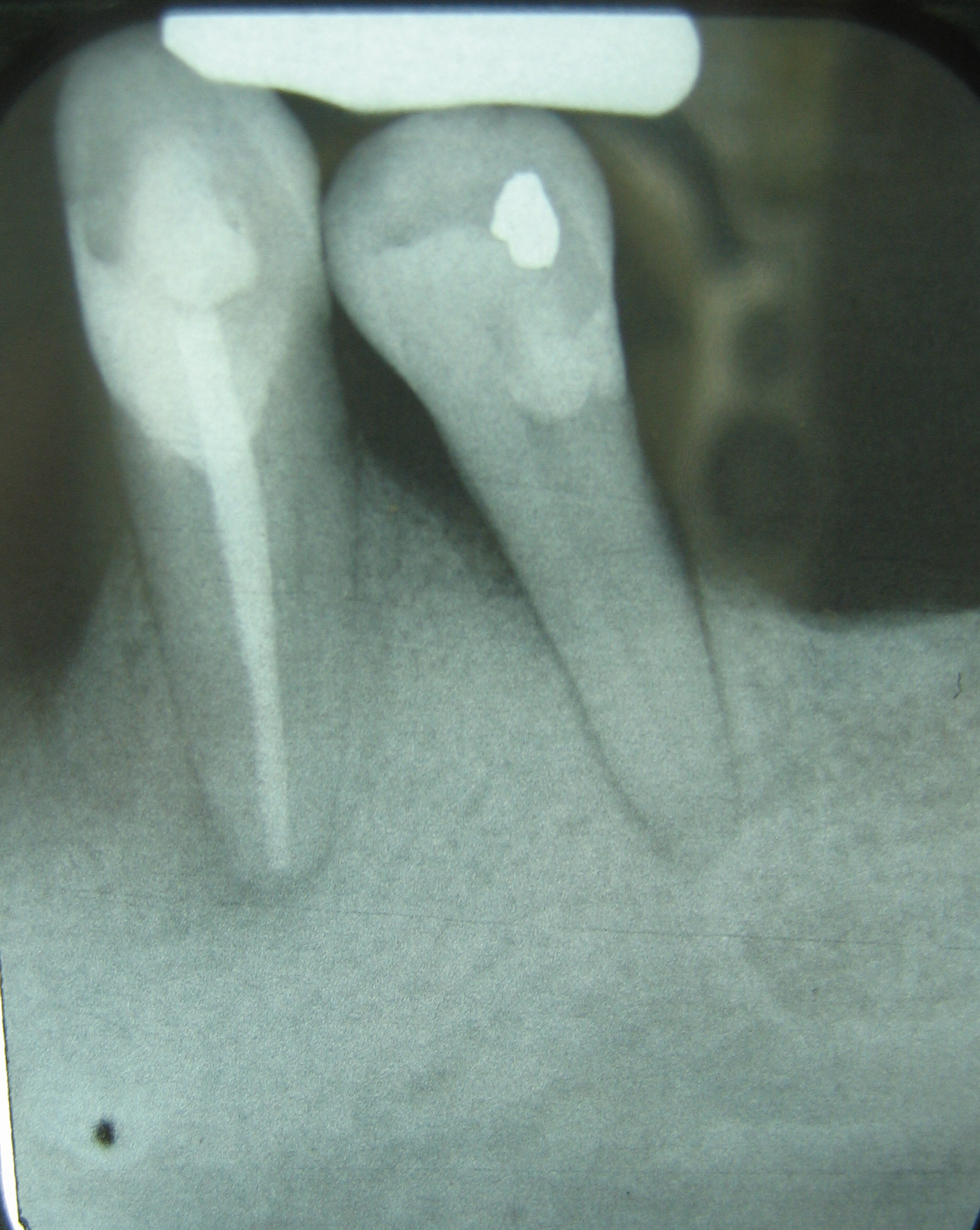
مثال على الرضح الإطباقي الثانوي. يظهر فيلم الأشعة هذا سنين وحيدين موجودان في الفك السفلي هما الناب والضاحك الأول، ولأنهما هما الوحيدان المتبقيان هذان السنان تحملا وحدهما القوى المصاحبة للمضغ لفترة من الزمن، يمكن الاستدلال على ذلك من خلال توسع الروابط حول السنية المحيطة بالضاحك وهذا لأن الرضخ حدث في سن فقدت من 30-50% من العظم، هذه الحالة تصنف تحت الرضح الإطباقي الثانوي.

### الرضح الإطباقي الثانوي (الرضح الثانوي من الإطباق)
الرضح الإطباقي الثانوي يحدث عندما تطبق قوى الإطباق العادية على الأسنان مع رباط حول سني ضعيف، وهكذا تشارك في إحداث ضرر بالنظام المتضرر في الأساس. كما هو موضح، الرضح الإطباقي الثانوي يحدث عندما يكون هناك روابط حول سنية ضعيفة وبالتالي حالة الروابط حول السنية موجودة مسبقاً.

## أسباب المرض والعلاج
تتعرض الأسنان باستمرار لقوى الإطباق الأفقية والرأسية. مع عمل مركز دوران السن كنقطة ارتكاز، سطح العظم المواجه للجانب المضغوط من السن سيخضع للامتصاص ويختفي، بينما سطح العظم المواجه للجانب المشدود من السن سيخضع للنمو ويزداد في الحجم.
في كل من الرضح السني الأولي والثانوي، قد تتكون حركة السن مع مرور الوقت، وتكون مبكرة ومتوقعة أكثر في الرضخ السني الثانوي. لعلاج الحركة الناجمة عن الرضح الإطباقي الأولي، يجب الحد من سبب الرضخ. وبشكل مماثل للأسنان المتعرضة للرضح الإطباقي الثانوي، وبالرغم من أن هذه الأسنان قد تتطلب التثبيت مع الأسنان المقابلة لتقليل حركتها.
علم أسباب المرض في الرضح الإطباقي الأولي، أو سبب الحركة كانت القوى المفرطة المطبقة على السن مع جهاز ارتباط سن (attachment apparatus) طبيعي، منهج التعامل يجب أن يكون بالقضاء على مسببات الألم والحركة وذلك بتحديد الأسباب وإزالتها، كذلك يتم إزالة النقاط المرتفعة على الأسنان المرممة حدثاً (مثل أن يكون تم حشوها حديثاً)، أيضاً قد يتم إزالة نقاط عالية على سن غير مرمم حديثاً والذي قد يكون قد انتقل إلى فرط الإطباق (hyperocclusion) وقد يتضمن أيضاً تغيير عادة الوظائف الشاذة (parafunctional habits)، مثل الامتناع عن عض الأظافر أو الأقلام. أما لمن يعانون من صرير الأسنان، علاج الرضح الإطباقي الأولي قد يتضمن السحل الانتقائي لنقاط التقاء معينة للأسنان أو عمل واقٍ ليلي لحماية الأسنان من قوى الإطباق الأكبر من الطبيعية الناجمة عن تلك العادات الغير طبيعية. أما بالنسبة لشخص فقد العديد من أسنانه في مواقع غير إستراتيجية فبذلك تتحمل باقي الأسنان قوى أكبر لكل إنش مربع من قوى الإطباق، قد يتضمن العلاج التعويض إما عن طريق طقم جزئي متحرك أو تاج أو جسر أسنان تم دعمه بغرسات أسنان.
في الرضح الإطباقي الثانوي، ببساطة إزالة النقاط المرتفعة أو السحل الانتقائي للأسنان (selective grinding) لن يمنع المشكلة، لأن الأسنان لديها مشاكل مسبقة في الروابط حول السنية. بعد تثبيت الأسنان لمنع حركتها، سبب الحركة الأساسي للأسنان (ببساطة فقدان الروابط والعظم) يجب أن يعالج، يتم ذلك عن طريق عمليات جراحية حول السن مثل طعم الأنسجة الرخوة، والطعم العظمي، أيضاً تعويض مناطق انعدام الأسنان، وكما في الرضح الإطباقي الأولي العلاج قد يتضمن الأطقم المتحركة أو تيجان أو جسور أسنان مدعومة بغرسات الأسنان.